# کرمس آن در دوناو
شهر کرمس آن در دوناو (به آلمانی: Krems an der Donau) در استان نیدراسترایش با جمعیت ۲۳٬۹۳۲ نفر در کشور اتریش واقع شده‌است. این شهر جزء میراث جهانی یونسکو و جاذبه‌های گردشگری اتریش به شمار می‌آید.

## جغرافیا
کرمس در محل تلاقی رودخانه‌های کرمس و دانوب در انتهای شرقی دره واچائو، در جنوب والدویرتل قرار دارد.
کرمس با شهرهای های زیر هم مرز است Stratzing ( اشتارتسینگ )، Langenlois، Rohrendorf bei Krems، Gedersdorf، Traismauer، Nußdorf ob der Traisen، Paudorf، Furth bei Göttweig، Mautern an der Donau، Dürnstein و ( زنفتنبرگ)Senftenberg.